# ケーニヒスベルク級小型巡洋艦 (初代)
ケーニヒスベルク級軽巡洋艦 (Kleiner Kreuzer der Königsberg-Klasse) は、第一次世界大戦時ドイツ帝国海軍の小型巡洋艦の艦級。同型艦は4隻。

## 概要

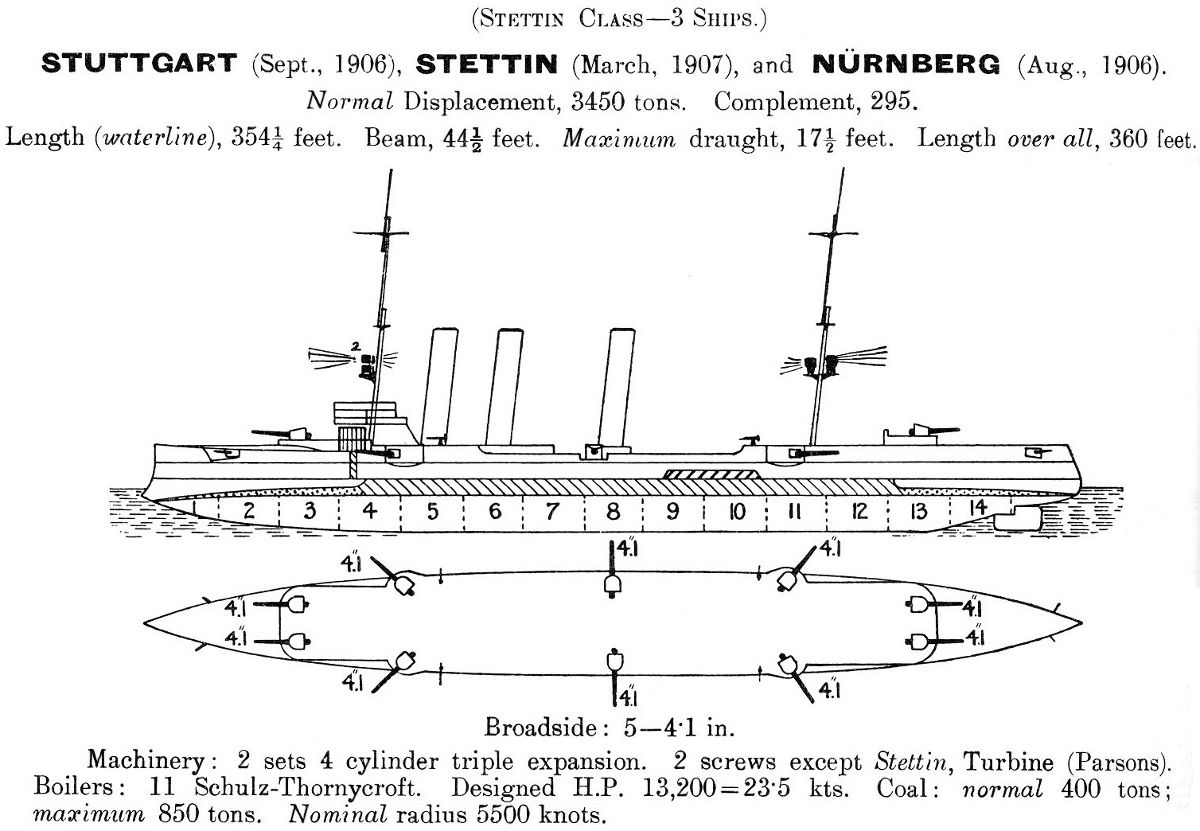
本級の武装と装甲の配置を示した図。

本級は1905年から1907年にかけて建造され1907年から1908年にかけて相次いで竣工した。同型艦は4隻のみであるが、個艦差が大きい。缶室はケーニヒスベルクが3区画に対し、他の艦は5区画となっており、推進機関は最終艦のシュテッティンのみパーソンズ式直結タービンを採用している。
武装は10.5cm速射砲10門と45cm水中魚雷発射管2門である。1番艦のケーニヒスベルクは建造時に3.7cm速射砲10基を装備していたが、他艦と同様の55口径5.2cm速射砲に換装している。なおシュトゥットガルトは1918年に水上機を3機搭載できる水上機母艦に改装されている。

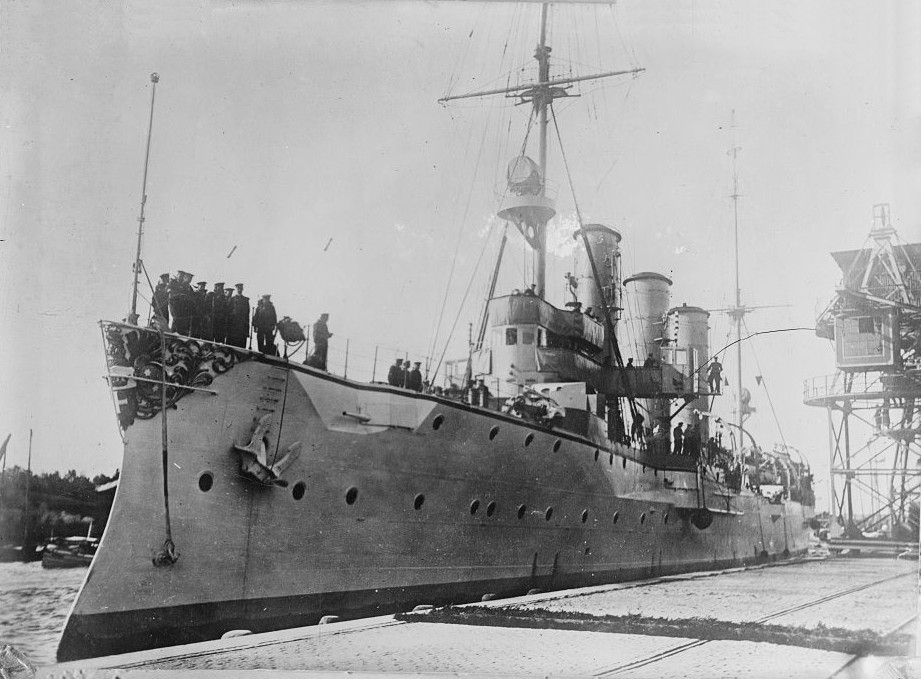
写真はニュルンベルク

## 参考図書
- 「世界の艦船増刊　ドイツ巡洋艦史」(海人社)